# Joshua Brillante
Joshua Brillante (Bundaberg, Australia, 25 de marzo de 1993) es un futbolista australiano. Juega de centrocampista y su equipo es el Western Sydney Wanderers F. C. de la A-League.

## Selección nacional
Ha sido internacional con la selección de fútbol sub-20 de Australia, con la cual disputó la Copa Mundial de Fútbol Sub-20 de 2013.
El 13 de mayo de 2014 el entrenador de la selección australiana Ange Postecoglou incluyó a Brillante en la lista provisional de 30 jugadores convocados para Copa Mundial de Fútbol de 2014. No obstante, fue dejado fuera de la convocatoria el 26 de mayo junto a Adam Sarotta y Curtis Good.

### Participaciones en Copas del Mundo
| Mundial                               | Sede    | Resultado    |
| ------------------------------------- | ------- | ------------ |
| Copa Mundial de Fútbol Sub-20 de 2013 | Turquía | Primera fase |

## Clubes
| Club                           | País      | Año       |
| ------------------------------ | --------- | --------- |
| Gold Coast United              | Australia | 2010-2012 |
| Newcastle Jets                 | Australia | 2012-2014 |
| ACF Fiorentina                 | Italia    | 2014-2016 |
| Empoli F. C. (cedido)          | Italia    | 2015      |
| Calcio Como (cedido)           | Italia    | 2015-2016 |
| Sydney F. C.                   | Australia | 2016-2019 |
| Melbourne City F. C.           | Australia | 2019-2020 |
| Xanthi F. C.                   | Grecia    | 2020-2021 |
| Melbourne Victory F. C.        | Australia | 2021-2023 |
| Western Sydney Wanderers F. C. | Australia | 2023-     |

## Palmarés

### Títulos nacionales
| Título   | Club         | País      | Año  |
| -------- | ------------ | --------- | ---- |
| A-League | Sydney F. C. | Australia | 2017 |
| FFA Cup  | Sydney F. C. | Australia | 2017 |
| A-League | Sydney F. C. | Australia | 2019 |